# Thury (Yonne)
Thury ist eine französische Gemeinde mit 426 Einwohnern (Stand 1. Januar 2022) im Département Yonne in der Region Bourgogne-Franche-Comté (vor 2016 Bourgogne); sie gehört zum Arrondissement Auxerre und zum Kanton Vincelles (bis 2015 Saint-Sauveur-en-Puisaye). Die Einwohner werden Thurycois genannt.

## Geographie
Thury liegt etwa 38 Kilometer südwestlich von Auxerre. Umgeben wird Thury von den Nachbargemeinden Saints-en-Puisaye im Norden und Nordwesten, Lain im Norden und Nordosten, Sougères-en-Puisaye im Osten und Südosten, Lainsecq im Süden sowie Treigny-Perreuse-Sainte-Colombe mit Sainte-Colombe-sur-Loing im Westen und Südwesten.

## Bevölkerungsentwicklung
| Jahr                      | 1962 | 1968 | 1975 | 1982 | 1990 | 1999 | 2006 | 2013 |
| Einwohner                 | 574  | 545  | 488  | 495  | 470  | 461  | 461  | 449  |
| Quelle: Cassini und INSEE |      |      |      |      |      |      |      |      |

## Sehenswürdigkeiten

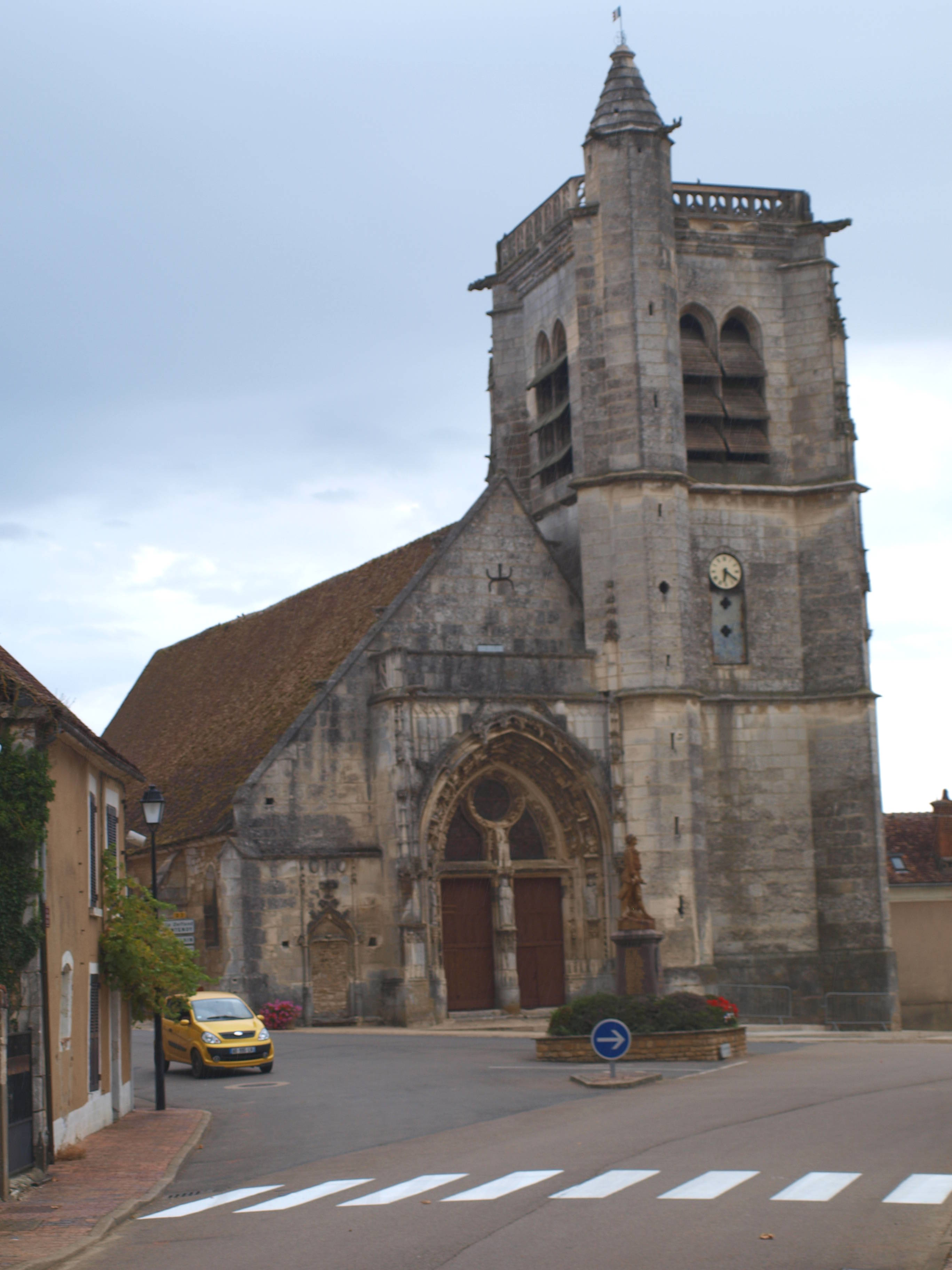
Kirche Saint-Julien

- Kirche Saint-Julien aus dem 15./16. Jahrhundert, seit 1970 Monument historique